# Convocazioni all'European League maschile 2012
Elenco dei giocatori convocati per l'European League 2012.

## Austria
| N° | Nome                   | Ruolo | Data di nascita   | Squadra                |
| -- | ---------------------- | ----- | ----------------- | ---------------------- |
| -  | Michael Warm           | All   | 25 marzo 1968     | -                      |
| 1  | Philipp Kroiss         | L     | 2 marzo 1988      | Amriswil               |
| 3  | Peter Wohlfahrtstätter | C     | 10 marzo 1989     | -                      |
| 4  | Oliver Binder          | P     | 28 maggio 1985    | -                      |
| 6  | Frederick Laure        | L     | 26 luglio 1982    | Tirol                  |
| 8  | Philip Ichovski        | C     | 12 dicembre 1991  | Amstetten              |
| 9  | Thomas Zass            | S/O   | 27 novembre 1989  | Paris                  |
| 10 | Matthias Kienbauer     | L     | 16 maggio 1983    | Raiffeisen Waldviertel |
| 11 | Marcus Guttmann        | S     | 9 luglio 1991     | Amstetten              |
| 12 | Alex Berger            | S     | 27 settembre 1988 | Tirol                  |
| 14 | Maximilian Thaller     | P     | 13 dicembre 1993  | -                      |
| 15 | Simon Frühbauer        | S     | 19 ottobre 1988   | Mitteldeutschland      |
| 17 | Aleksandar Blagojević  | O     | 18 gennaio 1993   | Vienna hotVolleys      |
| 19 | Sebastian Kohlhauser   | S     | 31 agosto 1989    | -                      |
| 20 | Thomas Tröthann        | O     | 4 maggio 1992     | Vienna hotVolleys      |
| 23 | Martin Postl           | C     | 11 settembre 1990 | -                      |

## Danimarca
| N° | Nome                | Ruolo | Data di nascita   | Squadra        |
| -- | ------------------- | ----- | ----------------- | -------------- |
| -  | Fred Sturm          | All   | -                 | -              |
| 2  | Kristian Knudsen    | S     | 1º agosto 1979    | Military Sport |
| 4  | Christian Pedersen  | S/O   | 29 luglio 1986    | -              |
| 7  | Daniel Thomsen      | C     | 4 febbraio 1985   | -              |
| 8  | Axel Jacobsen       | P     | 10 luglio 1984    | Bühl           |
| 9  | Steen Sorensen      | S     | 14 settembre 1988 | -              |
| 10 | Mikkel Schultz      | S     | 2 maggio 1990     | -              |
| 11 | Peter Schøler       | L     | 27 novembre 1990  | -              |
| 12 | Mads Ditlevsen      | S/O   | 13 giugno 1984    | -              |
| 14 | Casper Christiansen | S     | 25 giugno 1986    | -              |
| 15 | Sebastian Mikelsons | P     | 20 novembre 1988  | -              |
| 16 | Martin Stenderup    | P     | 25 marzo 1985     | -              |
| 17 | Flemming Olufsen    | C     | 3 giugno 1979     | -              |
| 18 | Rune Huss           | C     | 18 maggio 1989    | Gentofte       |

## Grecia
| N° | Nome                     | Ruolo | Data di nascita  | Squadra           |
| -- | ------------------------ | ----- | ---------------- | ----------------- |
| -  | Alexandros Leonis        | All   | -                | -                 |
| 2  | Mitar Đurić              | C     | 25 aprile 1989   | Trentino          |
| 3  | Christos Mpelos          | O     | 29 giugno 1980   | Kīfisia           |
| 4  | Giōrgos Petreas          | C     | 19 novembre 1986 | Olympiakos        |
| 6  | Athanasios Terzīs        | P     | 17 marzo 1979    | Remat Zalău       |
| 9  | Karypidīs Theoklītos     | S     | 18 gennaio 1980  | Kīfisia           |
| 10 | Panagiōtīs Pelekoudas    | C     | 8 novembre 1989  | Īraklīs Salonicco |
| 11 | Anastasios Aspiōtīs      | O     | 19 marzo 1991    | Patrōn            |
| 12 | Nikolaos Smaragdīs       | C     | 12 febbraio 1982 | Īraklīs Salonicco |
| 13 | Athanasios Papadīmītriou | L     | 4 agosto 1983    | PAOK              |
| 15 | Michalīs Sarikeisoglou   | S     | 24 aprile 1983   | Remat Zalău       |
| 16 | Giannīs Takouridīs       | C     | 24 maggio 1988   | Īraklīs Salonicco |
| 17 | Dīmītrīs Soultanopoulos  | C     | 3 settembre 1981 | Foinikas Syro     |
| 18 | Achilleas Papadīmītriou  | L     | 18 agosto 1980   | Beauvais          |
| 19 | Kōnstantinos Stivachtīs  | P     | 22 maggio 1980   | Pamvochaïkos      |
| 22 | Giannīs Kyriakidīs       | S     | 7 luglio 1982    | Lamia             |
| 23 | Menelaos Kokkinakīs      | S     | 21 gennaio 1993  | Olympiakos        |
| 24 | Dīmītrīs Rizopoulos      | S     | 26 agosto 1984   | Arīs Salonicco    |

## Israele
| N° | Nome                   | Ruolo | Data di nascita  | Squadra          |
| -- | ---------------------- | ----- | ---------------- | ---------------- |
| -  | Zohar Bar Netzer       | All   | -                | -                |
| 1  | Alex Osokin            | C     | 7 novembre 1989  | -                |
| 3  | Tamir Hershko          | S/O   | 19 luglio 1993   | -                |
| 4  | Itamar Stein           | C     | 12 febbraio 1983 | -                |
| 5  | Omri Shwartz           | L     | 19 ottobre 1987  | Maccabi Tel Aviv |
| 7  | Shon Faiga             | S     | 12 marzo 1988    | Maccabi Tel Aviv |
| 9  | Ziv Bar Netzer         | P     | 28 febbraio 1986 | -                |
| 10 | Ariel Hilman           | S     | 27 gennaio 1986  | Gotha            |
| 12 | Shiran Weisman         | L     | 2 agosto 1989    | -                |
| 14 | Guy Ben Gal            | S/O   | 20 luglio 1979   | Hapoël Kfar Saba |
| 15 | Ariel Katzenelson      | P     | 9 settembre 1993 | Maccabi Tel Aviv |
| 17 | Alexander Shafranovich | S     | 2 aprile 1983    | Unterhaching     |
| 18 | Genadi Sokolov         | C     | 14 maggio 1992   | Maccabi Tel Aviv |

## Paesi Bassi
| N° | Nome                    | Ruolo | Data di nascita   | Squadra             |
| -- | ----------------------- | ----- | ----------------- | ------------------- |
| -  | Edwin Benne             | All   | -                 | -                   |
| 1  | Nimir Abdel-Aziz        | P     | 5 febbraio 1992   | Treviso             |
| 2  | Nico Freriks            | P     | 22 dicembre 1981  | Roeselare           |
| 4  | Thijs ter Horst         | S     | 18 settembre 1991 | BluVolley Verona    |
| 5  | Jelte Maan              | S     | 19 marzo 1986     | Maaseik             |
| 6  | Humphrey Krolis         | S/O   | 13 luglio 1984    | -                   |
| 7  | Gijs Jorna              | L     | 30 maggio 1989    | -                   |
| 8  | Sebastiaan van Bemmelen | C     | 18 agosto 1989    | Friedrichshafen     |
| 9  | Ewoud Gommans           | S     | 17 novembre 1990  | Moerser             |
| 10 | Jeroen Rauwerdink       | S     | 13 settembre 1985 | Umbria              |
| 12 | Wytze Kooistra          | C     | 3 giugno 1982     | Jastrzębski Węgiel  |
| 13 | Maarten van Garderen    | S     | 24 gennaio 1990   | Orion               |
| 15 | Thomas Koelewijn        | C     | 18 dicembre 1988  | Topvolley Antwerpen |
| 16 | Robin Overbeeke         | S/O   | 21 marzo 1989     | Asse-Lennik         |
| 18 | Robbert Andringa        | L     | 28 aprile 1990    | Lycurgus            |

## Rep. Ceca
| N° | Nome             | Ruolo | Data di nascita   | Squadra              |
| -- | ---------------- | ----- | ----------------- | -------------------- |
| -  | Stewart Bernard  | All   | -                 | -                    |
| 1  | Tomáš Hýský      | S     | 2 novembre 1983   | Dukla Liberec        |
| 2  | Jiří Popelka     | S/O   | 11 maggio 1977    | ZAKSA                |
| 3  | Radek Mach       | C     | 28 settembre 1984 | České Budějovice     |
| 4  | Ales Spravka     | S     | 19 aprile 1979    | Ostrava              |
| 5  | Jiří Král        | C     | 8 luglio 1981     | Piacenza             |
| 6  | Karel Linz       | S     | 20 aprile 1986    | Nantes               |
| 7  | Aleš Holubec     | C     | 13 marzo 1984     | Nantes               |
| 8  | Vladimír Sobotka | C     | 7 maggio 1985     | -                    |
| 9  | Ondřej Hudeček   | S     | 9 maggio 1981     | Beauvais             |
| 10 | Václav Kopáček   | L     | 21 ottobre 1982   | -                    |
| 11 | David Juracka    | L     | 27 maggio 1989    | České Budějovice     |
| 13 | Tomáš Fila       | S     | 12 luglio 1985    | České Budějovice     |
| 14 | Ondřej Boula     | P     | 22 novembre 1977  | Maliye Milli Piyango |
| 15 | Jan Štokr        | S/O   | 16 gennaio 1983   | Trentino             |
| 16 | Filip Habr       | P     | 27 aprile 1988    | České Budějovice     |
| 17 | David Konečný    | S/O   | 10 ottobre 1982   | Tours                |
| 19 | Luboš Bartůněk   | P     | 25 maggio 1990    | -                    |
| 20 | Jakub Janouch    | P     | 13 giugno 1990    | -                    |
| 21 | Marek Beer       | C     | 24 maggio 1988    | Dukla Liberec        |
| 22 | Adam Bartoš      | S     | 27 aprile 1992    | -                    |
| 23 | Jan Kuliha       | S     | 24 maggio 1990    | Brno                 |
| 24 | Michal Kriško    | S/O   | 23 novembre 1988  | -                    |
| 25 | Adam Záhorský    | S     | 19 febbraio 1991  | Ostrava              |
| 26 | Adam Zajíček     | S     | 25 febbraio 1993  | Brno                 |

## Romania
| N° | Nome              | Ruolo | Data di nascita  | Squadra            |
| -- | ----------------- | ----- | ---------------- | ------------------ |
| -  | Dan Gavril        | All   | -                | -                  |
| 1  | Bogdan Muresan    | C     | 10 aprile 1986   | Dinamo Bucarest    |
| 3  | Florin Bălhăceanu | S     | 17 agosto 1981   | -                  |
| 4  | Elen Tofan        | S/O   | 23 ottobre 1984  | -                  |
| 5  | Răzvan Mihalcea   | C     | 25 febbraio 1988 | Remat Zalău        |
| 6  | Mihai Mărieş      | S     | 21 marzo 1988    | Remat Zalău        |
| 7  | George Moisa      | P     | 18 aprile 1989   | -                  |
| 9  | Silviu Suson      | S     | 29 aprile 1989   | -                  |
| 10 | Cristian Bartha   | P     | 29 novembre 1985 | Cannes             |
| 11 | Ciprian Matei     | S/O   | 24 aprile 1989   | -                  |
| 12 | Dan Borota        | S     | 9 luglio 1984    | Baia Mare          |
| 13 | Mihai Gheorghiţă  | C     | 3 luglio 1985    | -                  |
| 14 | Serban Pascan     | S     | 11 gennaio 1989  | Remat Zalău        |
| 15 | Andrei Georgescu  | P     | 22 marzo 1991    | Universitatea Cluj |
| 18 | Andrei Laza       | C     | 15 febbraio 1988 | Remat Zalău        |

## Slovacchia
| N° | Nome               | Ruolo | Data di nascita   | Squadra         |
| -- | ------------------ | ----- | ----------------- | --------------- |
| -  | Štefan Chrtianský  | All   | -                 | Tirol           |
| 1  | Milan Bencz        | S/O   | 5 settembre 1987  | M. Roma         |
| 2  | Daniel Končál      | P     | 16 settembre 1982 | Tirol           |
| 3  | Radoslav Száraz    | C     | 14 gennaio 1989   | Slávia Svidník  |
| 4  | Jakub Joščák       | C     | 28 settembre 1980 | Tirol           |
| 5  | Matej Kubš         | L     | 26 maggio 1988    | -               |
| 6  | Róbert Hupka       | S     | 30 luglio 1981    | Unterhaching    |
| 8  | Miroslav Jakubov   | S/O   | 4 giugno 1987     | Chemes Humenné  |
| 11 | Branislav Skladaný | P     | 16 novembre 1983  | Unterhaching    |
| 12 | Matej Hukel        | C     | 27 agosto 1988    | Team Bratislava |
| 13 | Štefan Chrtianský  | S     | 17 agosto 1989    | Tirol           |
| 14 | Michal Hruška      | C     | 13 marzo 1987     | Aich/Dob        |
| 15 | Juraj Zaťko        | P     | 5 giugno 1987     | Friedrichshafen |
| 16 | Milan Hriňák       | S     | 15 ottobre 1985   | Chemes Humenné  |
| 17 | František Ogurčák  | S     | 24 aprile 1984    | Treviso         |
| 19 | Tomáš Halanda      | S     | 25 aprile 1992    | -               |
| 20 | Milan Javorčík     | S     | 19 giugno 1985    | Chemes Humenné  |
| 21 | Peter Kašper       | C     | 12 marzo 1985     | Chemes Humenné  |

## Spagna
| N° | Nome                 | Ruolo | Data di nascita   | Squadra           |
| -- | -------------------- | ----- | ----------------- | ----------------- |
| -  | Fernando Muñoz       | All   | -                 | -                 |
| 1  | Guillermo Hernán     | P     | 25 luglio 1982    | AZS Olsztyn       |
| 2  | Aarón Gámiz          | L     | 13 maggio 1989    | Barcellona        |
| 3  | Sergio Noda          | S     | 23 marzo 1987     | Città di Castello |
| 5  | Marc Altayo          | C     | 17 maggio 1986    | Numancia          |
| 6  | Gustavo Delgado      | S     | 21 gennaio 1986   | Almería           |
| 7  | Francisco Rodríguez  | S     | 25 settembre 1980 | Teruel            |
| 8  | José Miguel Sugranes | C     | 25 agosto 1985    | Teruel            |
| 9  | Daniel Rocamora      | S/O   | 27 maggio 1988    | Numancia          |
| 10 | Jorge Fernández      | C     | 4 maggio 1989     | Pòrtol            |
| 11 | Victor Viciana       | P     | 2 ottobre 1983    | Almería           |
| 12 | Francesc Llena       | L     | 13 settembre 1982 | Teruel            |
| 13 | Juan Carlos Barcala  | S/O   | 25 gennaio 1984   | Asse-Lennik       |
| 14 | Ibán Pérez           | S/O   | 13 novembre 1983  | Almería           |

## Turchia
| N° | Nome               | Ruolo | Data di nascita  | Squadra        |
| -- | ------------------ | ----- | ---------------- | -------------- |
| -  | Veljko Bašić       | All   | 3 ottobre 1959   | -              |
| 1  | Ulaş Kıyak         | P     | 11 agosto 1981   | Galatasaray    |
| 2  | Murat Yenipazar    | P     | 1º gennaio 1993  | İstanbul BB    |
| 3  | Ahmet Pezük        | C     | 8 giugno 1987    | Galatasaray    |
| 4  | Kemal Elgaz        | S/O   | 1º gennaio 1986  | Galatasaray    |
| 5  | Gökhan Gökgöz      | S     | 6 gennaio 1993   | Arkas          |
| 6  | Emin Gök           | C     | 15 febbraio 1988 | Arkas          |
| 8  | Burutay Subaşı     | S     | 15 luglio 1990   | Arkas          |
| 9  | Serhat Coşkun      | S/O   | 18 luglio 1986   | Halkbank       |
| 12 | Halil Yücel        | S     | 24 novembre 1989 | Halkbank       |
| 15 | Emre Batur         | C     | 21 aprile 1988   | Fenerbahçe     |
| 17 | Murathan Kısal     | C     | 22 novembre 1989 | Galatasaray    |
| 18 | Ramazan Kılıç      | L     | 31 maggio 1984   | Fenerbahçe     |
| 19 | Berkan Bozan       | P     | 28 maggio 1991   | -              |
| 20 | Ali Berke Sağır    | P     | 17 dicembre 1993 | Fenerbahçe     |
| 22 | Alperay Demirciler | L     | 1º febbraio 1993 | -              |
| 23 | Burak Güngör       | S     | 28 luglio 1993   | Ziraat Bankası |
| 24 | Koray Şahin        | C     | 17 maggio 1993   | Ziraat Bankası |